# Асканія-Нова (срібна монета)
«Аска́нія-Но́ва» — срібна пам'ятна монета номіналом десять гривень, випущена Національним банком України. Присвячена 100-річчю утворення першого в Україні степового заповідника «Асканія-Нова», засновником якого був Фрідріх Фальц-Фейн.
Монету введено в обіг 20 травня 1998 року. Вона належить до серії «Флора і фауна».

## Опис монети та характеристики
| Номінал грн. | Метал            | Маса, грам   | Діаметр, мм. | Якість виготовлення | Гурт     | Тираж, штук |
| ------------ | ---------------- | ------------ | ------------ | ------------------- | -------- | ----------- |
| 10           | срібло 925 проби | 31,1 / 33,62 | 38,61        | пруф                | рифлений | 10 000      |

### Аверс
На аверсі монет розміщено зображення малого Державного герба України на тлі степового пейзажу, що складається з окремих видів місцевої флори і фауни. Над гербом розміщені надписи: «УКРАЇНА» і «1998». Під зображенням на монеті із срібла зазначені: номінал — «10 ГРИВЕНЬ» (у два рядки), вага — «31,1» (ліворуч), позначення та проба металу — «Ag 925» (праворуч).

### Реверс

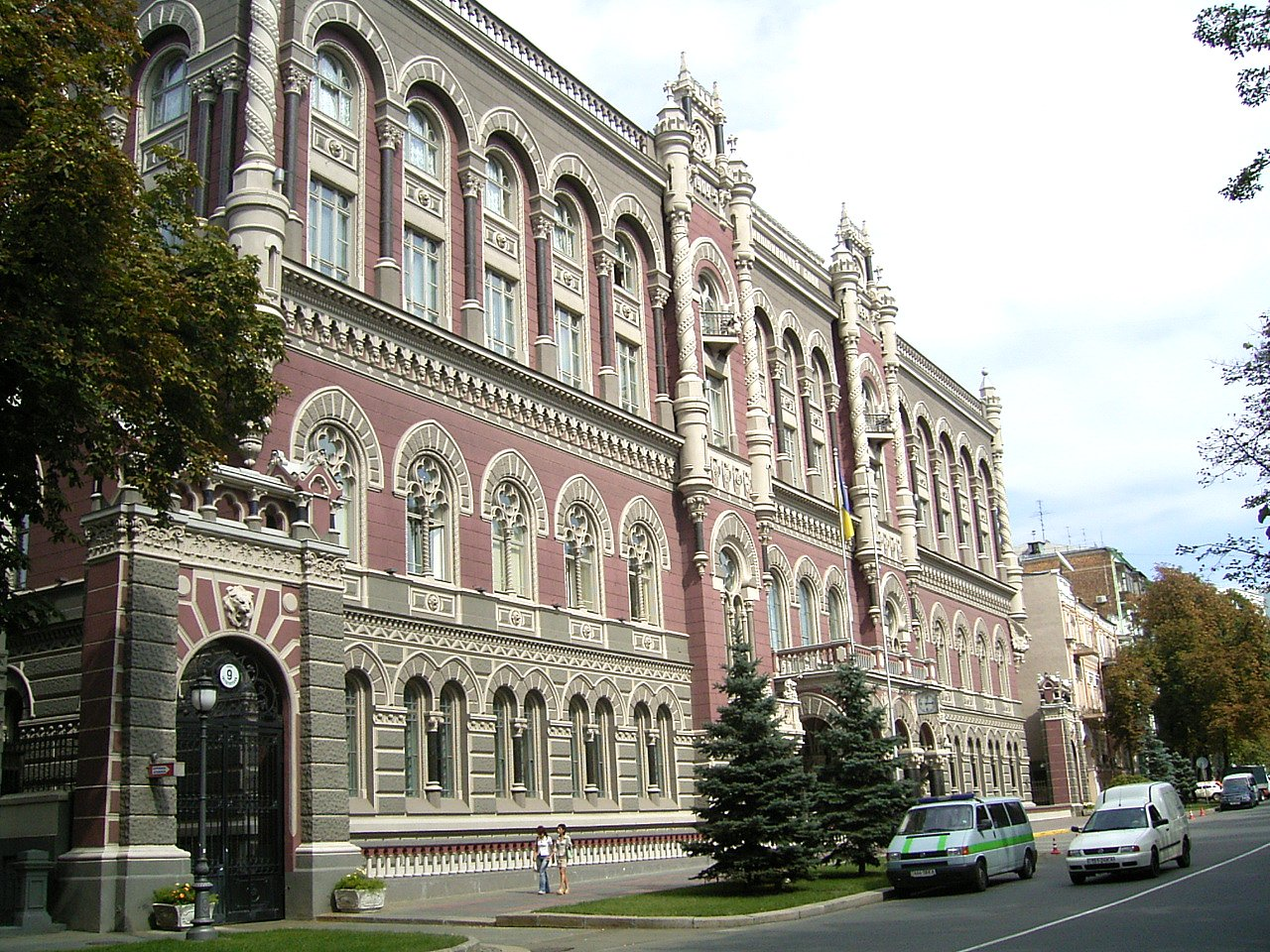
Будівля Національного банку України

На реверсі монет розміщена композиція, що складається із зображення степової кам'яної баби та динамічної групи акліматизованих у заповіднику тварин. Над зображенням по колу розміщено напис: «АСКАНІЯ-НОВА». В нижній частині композиції розміщено зображення герба роду Фальц-Фейнів та напис по колу «100 РОКІВ».

## Автори
- Художник — Дем'яненко Володимир.
- Скульптор — Дем'яненко Володимир.

## Вартість монети
Ціна монети — 575 гривень була вказана на сайті НБУ в 2013 році.
Фактична приблизна вартість монети з роками змінювалася так:
| Рік        | 2010 | 2011 | 2012 | 2013 | 2014 | 2015 | 2016 | 2017 | 2018 | 2019 | 2020 | 2021  | 2022  | 2023  | 2024  | 2025  |
| ---------- | ---- | ---- | ---- | ---- | ---- | ---- | ---- | ---- | ---- | ---- | ---- | ----- | ----- | ----- | ----- | ----- |
| Ціна, грн. | 350  | 450  | 450  | 550  | 480  | 840  | 740  | 850  | 780  | 760  | 770  | 1 100 | 1 300 | 1 840 | 2 400 | 2 800 |